# Igor Francetić
Igor Francetić, född den 21 april 1977 i Zagreb i Jugoslavien, är en kroatisk roddare.
Han tog OS-brons i åtta med styrman i samband med de olympiska roddtävlingarna 2000 i Sydney.